# Запопово
Запопово — упразднённая деревня в Верховажском районе Вологодской области России.

## Название
Имело первоначальное название Запоповское.

## География
Урочище находится в северной части области, в подзоне средней тайги, в пределах южной части Важско-Кулойской низины, на левом берегу реки Поповки (правый приток Корменьги), на расстоянии примерно 14 километров (по прямой) к юго-юго-западу от села Верховажье, административного центра района. Абсолютная высота — 163 метра над уровнем моря.

### Климат
Климат характеризуется как умеренно континентальный. Среднегодовая температура воздуха — +1,8 °C. Абсолютный минимум температуры воздуха составляет −46 °C; абсолютный максимум — +37 °C. Безморозный период длится 110—115 дней. Среднегодовое количество атмосферных осадков составляет 637 мм. В течение года преобладают ветра юго-западного направления.

## История
По данным 1914 года деревня Запоповское входила в состав Верховской волости Вельского уезда Вологодской губернии и относилась к Воскресенскому приходу:12.
В 1940 году входила в состав Верховского 2-го сельсовета Верховажского района. По состоянию на 1 января 1973 года в составе Верховского сельсовета.

## Население
По данным 1914 года в деревне Запоповское имелось 3 хозяйства и проживало 19 человек (11 мужчин и 8 женщин), относившихся к разряду бывших удельных крестьян.
По данным всесоюзной переписи 1939 года в деревне Запоповская проживало 13 жителей, из них мужчин — 6, женщин — 7 (Список населённых мест Вологодской области с указанием численности населения по переписи 1939 года. ГАВО. Том — I. Ф№ Р — 1300.Оп.20.Д.31.).